# Адеко Груп
„Адеко Груп“ (The Adecco Group) е предприятие за услуги, свързани с работна сила, със седалище в Цюрих, Швейцария.
Създадено през 1996 година със сливането на швейцарската компания Адия Интерим и френската „Еко“, към 2020 година то е вторият по големина в света доставчик на временна работна сила след „Рандстад“. „Адеко Груп“ е работодател на около 700 хиляди души в 60 страни по света, включително на 34 хиляди души на пълно работно време. Групата има подразделение в България – „Адеко България“ – с около 2900 служители (2017).